# Ацтекська кухня

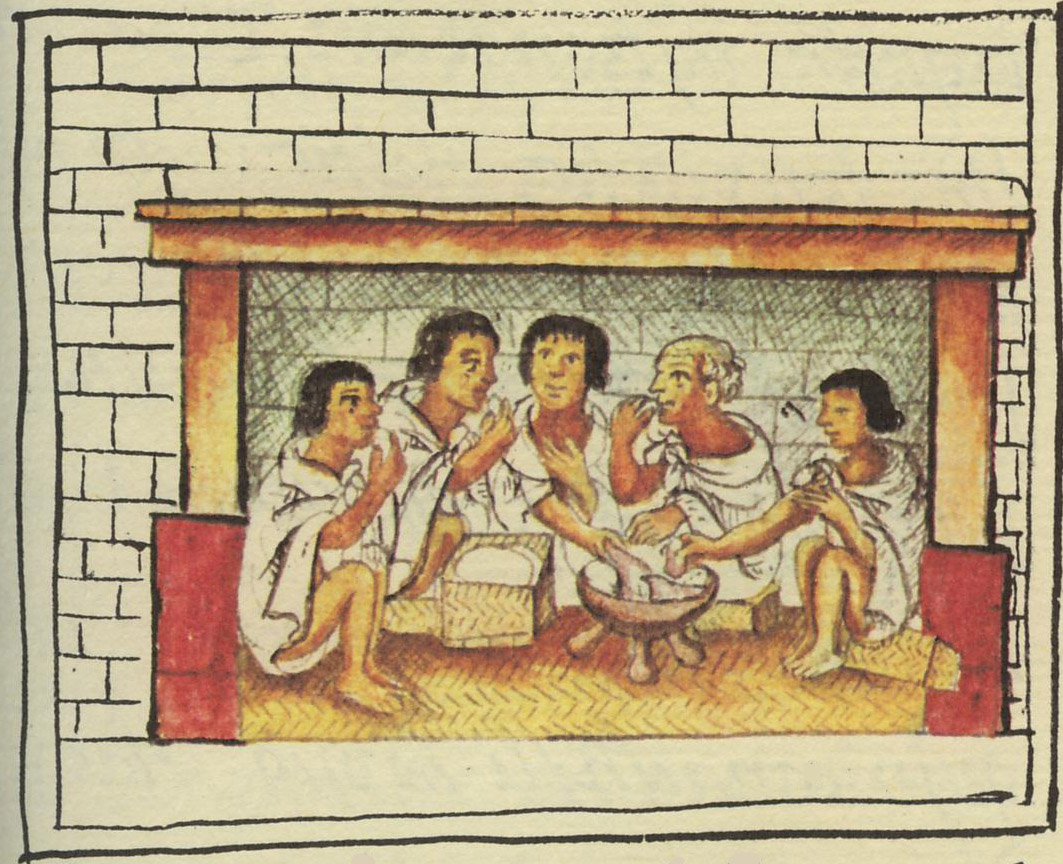
Ацтеки снідають

Ацтекська кухня — перелік страв та харчів, які використовували у повсякденному житті та під час свят жителі Ацтецької імперії.

## Основні страви

### Маїс
Основу раціону становила рослинна їжа, зокрема головним джерелом приготування харчів для ацтеків був маїс (кукурудза).
Приготування маїсу було щоденною турботою домогосподарки, і навіть тепер в сільських районах Мексики у жінок це забирає до 6 годин на день. Зерна занурювали на ніч у вапно, щоб полегшити очищення від лушпиння, потім їх відварювали й чистили. Нарешті, мололи між рифленою кам'яною качалкою і метате (кам'яною плитою на трьох маленьких ніжках). З маїсового борошна зазвичай робили тортільї — тонкі круглі прісні коржі, спечені на пласких глиняних сковородах близько 30 сантиметрів у діаметрі. Тортильї швидко черствіли й через кілька годин вже ставали неїстівними, тому до кожного прийому їжі пекли свіжі коржі. Денний раціон трирічної дитини складався з половини тортильї, п'ятирічний вже з'їдав цілу, а до тринадцяти років — два коржі на день.
З маїсу також робили щось на зразок каші — алголе — яку приправляли перцем або підсолоджували медом чи сиропом з живиці агави.
Іншою улюбленою стравою були тамале — конвертики з товченого маїсу, начинені пікантними овочами або м'ясом. Налічувалося понад 40 різних форм й начинок тамале. Тамале начиняли грибами, фруктами, рибою, кролячим м'ясом, бобами, індичими яйцями, зеленим й червоним перцем, бджолиним воском, жабами, равликами, пуголовками або аксолотлями (личинками саламандр).

### Інша рослинна їжа
Селяни вирощували фрукти, помідори, амарант, шавлію, авокадо, кілька різновидів бобів. Крім того, ацтеки збирали гриби, дикорослі фрукти та овочі.

### Озерна їжа
З огляду на те, що місто Теночтітлан розташовувалося біля озера, нужда змушувала ацтеків їсти все, що траплялося під руку, вони навчилися вживати в їжу будь-який різновид водяних тварин. Риба була важливим джерелом протеїну. Добували також креветок й личинки водяних комах. Подібна їжа була долею бідняків та запасом на голодні роки, але деякі з цих продуктів вважалися делікатесами. Аксолотль з жовтим перцем був стравою, що личила столу тлатоані.
Личинки комах збирали з м'ясистих листків агави, а в певну пору року вживали в їжу мурашок, буквально розпухлих від поглиненого ними меду.

### М'ясна їжа
Для простої сім'ї ацтеків м'ясо було розкішшю. Озеро буяло дичиною, а в разі успіху на суші мисливець міг принести додому оленя або пекарі, хоча найчастіше його здобиччю ставали кролики, зайці, ховрахи або голуби. Ацтеки зневажали отомі з гірських районів, які вживали в їжу «нечистих» тварин — таких, як ящірки, пацюки і змії.
Єдиним домашнім джерелом м'яса були індики та їстівні собаки, які були без шерсті. Натепер ця порода є вимерлою. Цих собак відгодовували насильно. Вони були не в змозі гавкати, і іспанський хроніст Клавігеро описує їх як тварин «з сумними очима, які боялися гавкати, навіть коли їх б'ють». Однак для селян й ремісників м'ясо птиці або собаки було розкішшю, яка дозволялася в особливих випадках.

## Вживання їжі

### Простолюд
Зазвичай родина вставала вдосвіта й працювала до 10 години ранку — наставав час для першого прийому їжі, яка для бідняків являла собою лише тарілку маїсової каші. Чоловік, який працював далеко від дому, обмежувався приготовленою дружиною холодною їжею. Для тих, хто працював біля будинку, основний прийом їжі наставав у найспекотніший час дня. Для «непрацюючих класів» за ним, як правило, йшла сієста.
У простолюду навіть основний прийом їжі міг складатися лише з тортільї або маїсових коржів з бобами та ще гострого соусу з помідорів й червоного перцю — ацтеки, як й їхні сьогоднішні нащадки, любили гостру їжу. Ця полуденна трапеза була останньою, за винятком чашки рідкої кашки з насіння амаранту або маїсу, яку їли перед сном. У будинку селянина чи ремісника прийом їжі — лише коротка пауза у денній рутині. Члени родини сідали біля вогнища (у них не було столів) й швидко їли, використовуючи як ложки згорнуті тортильї. Якщо були гості, жінки спочатку годували всіх чоловіків тільки після цього сідали їсти самі.
Безіменний конкістадор зауважив, що «їжі у цих людей надзвичайно мало, так мало не їсть, напевно, ніхто у світі».

### Знать та багатії
Знатні люди, багаті торговці, найбільш забезпечені ремісники харчувалися зовсім по-іншому. Їх їжа набагато різноманітніше, ніч для них — час свят та вечірок. Такі люди могли дозволити собі ананаси й шоколад, які закуповувалися в посушливій області біля Мексиканської затоки (сучасний штат Веракрус), устриць й крабів, черепах та морську рибу, які привозилися з узбережжя.

### Великий тлатоані
Володар імперії сидів за ширмою біля столу, вкритого чудовою білосніжною скатертиною. Перш ніж їжа була подана, входило четверо охайних і красивих дівчат, під страви вони клали глиняні жаровні, щоб їжа не охолола. Вони готували їжу для тлатаоні, зокрема понад 300 страв для одного тільки Монтесуми II, також близько 1000 страв готувалося для імператорської варти й гвардії.
Деяке уявлення про те, що виявляли собою 13 імператорських страв, можливо отримати з рукописів Саагуна. Серед мексиканських делікатесів, які він перераховує, були сарана з шавлією, риба з червоним стручковим перцем й томатом, опунція з риб'ячою ікрою, жаби з зеленим перцем, оленина з червоним перцем, помідори та мелене насіння, а також тушкована качка. Обсмажене й підсолене гарбузове насіння йшло як легка закуска.

## Напої
Звичайний напій бідняків — вода. Заможні люди могли собі дозволити пити шоколад, який високо цінувався (сама назва — англізований варіант мексиканського слова «чоколатль»). Какао-боби товкли, потім варили у воді з додаванням невеликої кількості маїсового борошна. Масляну плівку видаляли, суміш переливали в судину і збивали в міцну піну, яка поступово танула в роті. Зазвичай шоколад подавали холодним, часто його приправляли медом, ваніллю або різними спеціями.
Алкогольний напій «октлі» виготовлявся зі збродженого соку агави. Ацтекські закони були особливо суворі до п'яниць, але деякі послаблення допускались щодо людей похилого віку й жінок — на тій підставі, що «їх кров холоне», — їм дозволялося вживати більше октлі, навіть напиватися п'яними за певних свят. На весіллях й святах проводилася велика роздача, всім, хто був старше 30 років, дозволялося пити. Узаконена норма становила 2 кубки на людину, проте це правило часто порушувалося. Дозволялося час від часу випивати носіям і людям, зайнятим іншою важкою фізичною працею, а жінкам давали октлі як тонізуючий напій відразу після пологів.
Антропологи, які вивчають феномен пияцтва, відносили ацтеків до так заних «сухих культур», в яких діють суворі правила та заборони, наприклад випивати можна було лише в певні години (та дні) року, а також під час релігійних діянь.

## Наркотики та тютюн
Небезпечний вид інтоксикації викликався наркотиками — такими, як пейотль з кактуса, що росте в пустелях на півночі Мексики і гіркий чорний гриб теонанакатль, «священний гриб», або «плоть богів», який іноді подавали з медом на святах. Пейотль, джерело наркотику мескаліну, загострював зорове сприйняття й викликав кольорові галюцинації, а теонанакатль призводив до прояву у м'якій формі симптомів божевілля з різного роду ілюзіями. Вживши цей гриб, люди часом бачили лякливі речі або істот, наприклад змій. Деяким здавалося, що їхні тіла повні хробаків, які їх живцем поїдають. Інші істерично реготали, треті ховалися від чогось, інші навіть вішалися або кидалися зі скель. Насіння в'юнка (відомого як в'юнок пурпуровий, або іпомея, який мексиканці називали ололіукуі, або «священна рослина») також викликали галюцинації, вони застосовувалися як лікувальний засіб.
Багаті ацтеки курили тютюн після закінчення трапези. Тютюн змішували з розмеленим у порох вугіллям, квітами та іншими ароматичними рослинами. Суміш набивали у люльки, зроблені з очерету або з дорожчих матеріалів, наприклад, черепахового панцира, прикрашеного сріблом, або розфарбованого й позолоченого дерева. Ацтеки затискали ніздрі пальцями й вдихали дим.